# Ashikaga Yoshiakira
Yoshiakira Ashikaga (足利 義詮, Ashikaga Yoshiakira, 4 juillet 1330 – 28 décembre 1367) est le deuxième des shoguns Ashikaga. Il règne de 1358 à 1367 durant la période Muromachi de l'histoire du Japon. Yoshiara est le fils du fondateur et premier shogun de l'ère Muromachi, Takauji Ashikaga.

## Biographie
Il passe son enfance à Kamakura en tant qu'otage du clan Hojo. Son père Takauji rejoint les forces de l'empereur banni Go-Daigo, et quand le shogunat Kamakura est finalement détruit et que Go-Daigo commence la restauration Kemmu, Yoshiakira est envoyé à Kamakura.
À la suite d'un désordre interne au gouvernement, Yoshiakira est rappelé à Kyōto. Yoshiakira succède à son père Takauji au titre de Seii Taishogun après sa mort en 1358.
Un an après sa mort, son propre fils Yoshimitsu Ashikaga lui succède au titre de troisième shogun en 1368.
Sa tombe se trouve à Tojiin à Kyōto.